# Karl Wolf
Karl Wolf (* 18. dubna 1979, Bejrút, Libanon, rodným jménem Carl Abou Samah) je zpěvák, textař a producent původem z Libanonu působící v Kanadě. Svoji kariéru započal v roce 2001. V lednu 2006 vydal svoje první studiové album s názvem Face Behind the Face, jeho druhé album Bite the Bullet vyšlo v listopadu 2007. Jeho třetí a zatím poslední album pojmenované Nightlife bylo spuštěno na celosvětový trh 17. listopadu 2010.

## Počátky kariéry
Karl Wolf se narodil v Libanonu, ve třech letech byla však jeho rodina kvůli trvající občanské válce nucena opustit zemi a odejít do Dubaje a později do Kanady. Wolfova matka byla učitelka hry na klavír a jeho otec hrál na kytaru, bubny a tradiční arabský nástroj zvaný úd. Od roku 2001 začal Karl Wolf psát a koprodukovat písně, některé z nich se dostaly na přední příčky kanadských hitparád a vynesly mu i několik ocenění. Byl členem dvou úspěšných kanadských hudebních skupin Dubmatique a Sky.

## Sólová léta (2005)
V roce 2005 se Karl Wolf vydal na dráhu sólového zpěváka. V lednu 2006 vychází jeho debutové sólové album Face Behind the Face, které se dostalo na žebříček 100 nejprodávanějších kanadských alb. Z tohoto alba pocházejí tři singly: Butterflies, Desensitize (klip k tomuto singlu se natáčel v kubánské Havaně) a Referee.
Na úspěch Face Behind the Face navázal v listopadu 2007 vydáním svého druhého studiového alba s názvem Bite the Bullet. První singl tohoto alba, Africa, remake stejnojmenného hitu americké skupiny Toto z osmdesátých let, je Wolfův zatím nejúspěšnější singl, především díky úspěchu na iTunes v Kanadě a v Japonsku. Druhý singl, Carrera, remix původní písně z alba, se v hitparádě Canadian Hot 100 umístil na 39. místě.
V říjnu 2007 Karl Wolf vystupoval po boku Akona a dalších hvězd na slavnosti při zahájení vysílání MTV Arabia. Videoklip k jeho singlu Africa se také stal prvním odvysílaným na nové hudební stanici.
Karl Wolf v červnu 2009 oznámil, že ve studiu natáčí nové album, které celosvětově vyjde ke konci roku 2009 nebo na začátku roku 2010 a bude obsahovat další remake jednoho světového hitu. Toto album s názvem Nightlife bylo celosvětově vydáno 17. listopadu 2010, na japonském trhu bylo však dostupné již od července téhož roku. Z tohoto alba pocházejí singly Yalla Habibi, Hurting a 80's Baby.

## Hudební spolupráce
Karl Wolf spolupracoval s mnoha interprety, především z Kanady:
- Vystupuje v písni Get Down / Respire kanadského rappera Malika Shaheeda.
- V písni Hollow Girl z prvního alba vystupuje quebecký zpěvák Striger.
- Kanadský rapper Choclair spolupracoval na písni Desensitize.
- Společně se zpěvačkou Eve natočil dvojjazyčnou anglicko-francouzskou verzi písně Butterflies.[6]
- Podílel se na písni Crazy Girl od britského zpěváka Taio Cruze.
- Píseň Like This ze svého druhého alba nazpíval společně se Sandmanem.
- Na svém hitu Africa spolupracoval s kanadským rapperem Culture.
- Světoznámý rapper Snoop Dogg vystupuje ve skladbě Triple R.
- V singlu Yalla Habibi z Wolfova nového alba se objevuje zpěvačka Rime a rapper Kaz Money.
- Karl Wolf se podílel na singlu Enta Ma'ai / Kol Hayati libanonské zpěvačky Diany Haddad.
- Karl Wolf se objevuje v singlu Yalla Asia od Jaye Seana, který má za cíl podpořit Mistrovství Asie ve fotbale 2011 v Kataru.
- Vystupuje ve dvojjazyčné francouzsko-anglické písni Si Jeune od kanadskėho zpěváka Jacoba.
- Karl Wolf se objevuje v singlu Fire od David Obegia

## Alba
- 2006: Face Behind the Face
- 2007: Bite the Bullet
- 2009: Nightlife
- 2012: Finally Free

## Singly
| Rok  | Singl                                         | Nejvyšší místo   | Nejvyšší místo | Album                |
| Rok  | Singl                                         | Canadian Hot 100 | Japan Hot 100  | Album                |
| ---- | --------------------------------------------- | ---------------- | -------------- | -------------------- |
| 2005 | "Butterflies"                                 | —                | —              | Face Behind the Face |
| 2006 | "Desensitize" (feat. Choclair)                | —                | —              | Face Behind the Face |
| 2006 | "Referee"                                     | —                | —              | Face Behind the Face |
| 2006 | "Triple R" (feat. Snoop Dogg)                 | —                | —              | singl bez alba       |
| 2007 | "She Wants to Know"                           | —                | —              | Bite the Bullet      |
| 2008 | "Africa" (feat. Culture)                      | 2                | 20             | Bite the Bullet      |
| 2009 | "Carrera"                                     | 39               | —              | Bite the Bullet      |
| 2009 | "Yalla Habibi" (feat. Rime Salmi & Kaz Money) | 24               | 51             | Nightlife            |
| 2010 | "Hurting" (feat. Sway)                        | 55               | —              | Nightlife            |
| 2010 | "80's Baby"                                   | —                | —              | Nightlife            |
| 2011 | "Ghetto Love" (feat. Kardinal Offishall)      | 20               | —              | Finally Free         |
| 2011 | ""Mash It Up" (feat. Three 6 Mafia)           | 28               | —              | Finally Free         |
| 2013 | "DJ Gonna Save Us" (feat. Mr. OxXx)           | 58               | —              | Finally Free         |